# Istituto nazionale di previdenza e assistenza per i dipendenti dell'amministrazione pubblica
L'Istituto nazionale di previdenza e assistenza per i dipendenti dell'amministrazione pubblica, meglio conosciuto con l'acronimo INPDAP, era un ente pubblico previdenziale italiano, istituito a seguito della delega conferita al governo con la Legge 24 dicembre 1995, n. 537 e il Decreto legislativo 30 giugno 1994, n. 479
Il governo Monti nel 2011 ha disposto la soppressione dell'INPDAP trasferendo all'INPS le relative funzioni.

## Storia
L'INPDAP era nato dalla fusione dei seguenti Enti soppressi con la suddetta legge:
- l'ENPAS (Ente nazionale previdenza assistenza dipendenti statali), competente per la liquidazione del trattamento di fine servizio (indennità di buonuscita) al personale dipendente dallo Stato;
- l'INADEL (Istituto nazionale assistenza dipendenti enti locali), competente per la liquidazione del trattamento di fine servizio (indennità premio servizio) ai dipendenti degli enti locali;
- l'ENPDEP (Ente nazionale previdenza dipendenti enti diritto pubblico), competente per la liquidazione dell'assegno funerario al personale dipendente dagli enti di diritto pubblico.

All'INPDAP erano date in gestione le seguenti casse previdenziali in precedenza gestite dalla Direzione Generale degli Istituti di Previdenza (un'articolazione organizzativa del Ministero del Tesoro):
- CPDEL (Cassa pensioni dipendenti enti locali);
- CPUG (Cassa pensioni ufficiali giudiziari e aiutanti ufficiali giudiziari);
- CPI (Cassa pensioni insegnanti);
- CPS (Cassa pensioni sanitari).

Nel 1996, all'interno dell'Inpdap fu costituita la Ctps (Cassa trattamenti pensionistici statali): precedentemente, la gestione delle pensioni dei dipendenti statali era direttamente a carico del bilancio dello Stato. Nel 1999, l'Inpdap acquisì competenze pensionistiche e personale dalle Direzioni territoriali dell'economia e delle finanze, già Direzioni provinciali del tesoro, dipendenti dal Ministero dell'Economia e delle Finanze.
Nel dicembre 2011 il governo Monti con l'emanazione del decreto legge 6 dicembre 2011, n. 201 - convertito con la Legge 24 dicembre 2011, n. 214 decretò la soppressione dell'INPDAP e il trasferimento delle relative funzioni all'INPS; dal 1º gennaio 2012 l'Inpdap confluì in INPS. Le risorse strumentali, umane e finanziarie degli enti soppressi furono trasferite all'INPS con successivi decreti ministeriali; nel frattempo, le strutture centrali e periferiche continuavano ad espletare le attività connesse ai loro compiti istituzionali.

## Organi ed organizzazione
Gli organi dell'Istituto erano:
- il presidente;
- il consiglio d'amministrazione (presieduto dal presidente dell'istituto);
- il consiglio d'indirizzo e vigilanza;
- il collegio dei sindaci;
- il direttore generale;
- i comitati di vigilanza.

La struttura amministrativa era guidata dal direttore generale.
La struttura organizzativa territoriale dell'INPDAP si articolava in:
- direzione generale (con sede a Roma);
- direzioni regionali con sedi in ciascun capoluogo di regione ad eccezione del Trentino-Alto Adige;
- direzioni provinciali (con sede in ogni capoluogo di provincia; nei quattro principali capoluoghi di provincia avevano invece sede le direzioni territoriali, in numero di 4 a Roma e 2 rispettivamente a Torino, Napoli e Milano);
- strutture sociali (case di riposo per anziani a Monte Porzio Catone e Pescara, convitti a Spoleto, Anagni, Sansepolcro, Arezzo, Caltagirone);
- Liceo della comunicazione a Sansepolcro (Arezzo).

## Attività
L'INPDAP provvedeva a molteplici attività nel settore della previdenza e dell'assistenza dei pubblici dipendenti, tra le quali:
- incassava i contributi previdenziali ed assistenziali della quasi totalità dei dipendenti pubblici;
- erogava le pensioni al personale collocato in quiescenza;
- erogava il trattamento di fine servizio (TFS), divenuto per gli assunti dal 01/01/2001 trattamento di fine rapporto (TFR), ai dipendenti pubblici;
- erogava piccoli prestiti (fino ad otto mensilità), cessioni e mutui edilizi a tasso agevolato al personale iscritto all'Istituto;
- erogava prestazioni sociali ad iscritti, pensionati e figli di iscritti (borse di studio, master, case albergo, vacanze studio).

L'INPDAP, a decorrere dal 1º gennaio 1996, aveva in carico la gestione separata dei trattamenti pensionistici dei dipendenti statali e delle altre categorie di personale i cui trattamenti di pensione erano a carico del bilancio dello Stato.

## Casse previdenziali gestite dall'INPDAP
L'INPDAP era competente per la gestione delle prestazioni pensionistiche dei dipendenti delle amministrazioni pubbliche iscritte alle casse degli ex istituti di previdenza. Ciò includeva tanto l'adozione dei provvedimenti di pensione (di vecchiaia, di anzianità e di inabilità) che dei provvedimenti di riconoscimento di servizi e periodi utili a pensione (riscatti, ricongiunzioni, contribuzione figurativa, totalizzazione).
- Cassa trattamenti pensionistici statali (CTPS);
- Cassa pensione sanitari (CPS);
- Cassa pensione dipendenti enti locali (CPDEL);
- Cassa pensioni ufficiali giudiziari (CPUG);
- Cassa insegnanti (CPI).

Le pensioni in pagamento al giugno 2007 erano 2.366.211.

## Versamento dei contributi
Ogni mese ogni ente pubblico doveva presentare il modello D.M.A. - denuncia mensile analitica - all'Indpap, Si trattava di una dichiarazione telematica contenente i dati previdenziali, le retribuzioni e le contribuzioni destinate ai fondi di previdenza complementare, dei lavoratori retribuiti nel mese precedente.

## Prestazioni creditizie e sociali
Tutti i dipendenti in attività di servizio assicurati presso l'INPDAP erano iscritti, mediante contributo dello 0,35% sulla retribuzione, alla "Gestione autonoma delle prestazioni creditizie e sociali".
A partire dal 1º novembre 2007, a seguito di quanto previsto dal Decreto Ministeriale 45/2007, furono iscritti alla suddetta Gestione anche:
- i dipendenti pubblici con iscrizione a gestioni previdenziali diverse dall'Inpdap (con ritenuta dello 0,35% sulla retribuzione);
- i pensionati ex dipendenti pubblici il cui trattamento di quiescenza era erogato da enti previdenziali diversi dall'Inpdap (con ritenuta dello 0,15% sulla pensione);
- i pensionati Inpdap (con ritenuta dello 0,15% sulla pensione).

Le categorie di cui sopra poterono rinunciare all'iscrizione entro il 31.10.2007, ovvero revocare l'iscrizione nei sei mesi successivi.
La "Gestione autonoma per le prestazioni creditizie e sociali" forniva i seguenti servizi:
- piccoli prestiti;
- prestiti pluriennali;
- prestiti garantiti;
- mutui ipotecari edilizi;
- vacanze studio in Italia e all'estero per i figli degli iscritti;
- case albergo per anziani;
- convitti per giovani;
- master e borse di studio.

### Piccolo prestito
Il piccolo prestito consentiva di ottenere per una durata di 12, 24, 36, 48 mesi una somma pari a due, quattro, sei, otto mensilità del proprio stipendio senza presentare alcuna documentazione di spesa.
Le trattenute in busta paga decorrevano dal secondo mese successivo all'erogazione.
Il piccolo prestito era rinnovabile trascorsa la metà del periodo per il quale era richiesto. Il tasso si aggirava intorno al 5%.
Il piccolo prestito: veniva erogato ai pensionati e ai dipendenti pubblici per esigenze legate alla quotidianità, da specificare comunque all'atto della richiesta. Per ottenerlo bisognava compilare i moduli forniti dall'ente ed inoltrare le domande on line all'ufficio competente provinciale.

### Cessioni dirette
Le cessioni erano definite dall'ente come "prestito pluriennale". Potevano essere di durata di 5 o 10 anni per una trattenuta massima non superiore al quinto dello stipendio. Era richiesta la documentazione di spesa ed era prevista un'ampia casistica di motivazioni in base alle quali effettuare la domanda.
Il tasso effettivo delle cessioni erogate direttamente dall'INPDAP era inferiore al 5%.

### Cessioni garantite
Il prestito pluriennale garantito permetteva di ottenere un prestito quinquennale o decennale tramite una società finanziaria accreditata presso l'Inpdap, garante del rimborso delle rate contro alcuni rischi. La trattenuta massima non poteva superare il quinto dello stipendio. Non occorreva presentare documentazione di spesa.
Visto che i prestiti diretti venivano erogati in base ad una graduatoria, alla motivazione allegata e alle disponibilità di bilancio, l'ente previdenziale disponeva di convenzioni con istituti di credito disposti a concedere finanziamento con condizione vantaggiose.
La convenzione principalmente prevedeva le condizioni economiche e i tassi massimi applicabili dagli istituti a lei associati.
La legge 30 dicembre 2004 n. 311 (legge finanziaria per l'anno 2005) stabilì che le società finanziarie potessero erogare prestiti pluriennali anche senza la garanzia dell'INPDAP.

Il dipendente che avesse optato per questa scelta non avrebbe potuto effettuare operazioni creditizie con l'INPDAP.